# Witbekstruiksluiper
De witbekstruiksluiper (Aethomyias spilodera) is een zangvogel uit de familie Acanthizidae (Australische zangers).

## Verspreiding en leefgebied
Deze soort is endemisch in Nieuw-Guinea en telt vijf ondersoorten:
- A. s. spilodera: de Vogelkop, Japen (in de Geelvinkbaai) en de bergen van noordelijk Nieuw-Guinea.
- A. s. granti: de zuidelijke hellingen van westelijk-centraal Nieuw-Guinea.
- A. s. guttatus: van Trans Fly tot noordoostelijk Huonschiereiland en zuidoostelijk Nieuw-Guinea.
- A. s. ferrugineus: Waigeo en Batanta (nabij noordwestelijk Nieuw-Guinea).
- A. s. aruensis: de Aru-eilanden (zuidwestelijk van Nieuw-Guinea).

## Status
De grootte van de populatie is niet gekwantificeerd maar de soort wordt omschreven als vrij algemeen. Op de Rode lijst van de IUCN heeft deze soort de status niet bedreigd.